# München Mord: Damit ihr nachts ruhig schlafen könnt
Damit ihr nachts ruhig schlafen könnt ist ein deutscher Fernsehfilm von Jan Fehse aus dem Jahr 2023. Es handelt sich um die 16. Folge der Kriminalfilmreihe München Mord mit Bernadette Heerwagen, Alexander Held und Marcus Mittermeier in den Hauptrollen. In der ZDFmediathek wurde der Film am 11. Februar 2023 veröffentlicht, im ZDF wurde der Film am 18. Februar 2023 erstmals ausgestrahlt.

## Handlung
In diesem Fall soll das Ermittlerteam bestehend aus Ludwig Schaller, Angelika Flierl und Harald Neuhauser eine Akte schließen. Die Poledancetrainerin Barbara Henkel hatte ihren Sohn Benno vor drei Monaten als vermisst gemeldet, dennoch wurde die Polizei nicht aktiv. Da Benno mittlerweile 18 Jahre alt geworden ist und damit als Volljähriger selbst über seinen Aufenthaltsort bestimmen darf, teilen Flierl und Neuhauser dies der Mutter mit. Als sie diese verlassen, fällt ein Stockwerk tiefer ein Schuss, und drei Judokas hindern im Treppenhaus einen vierten Mann an der Flucht, da er ein Mörder sei. Armin Rohlof, der Betreiber eines Dōjō und Kampfsportclubs, wird dabei mit einem Kopfschuss aus einer Waffe mit Schalldämpfer getötet. Benno trainierte ebenfalls bei Rohlof. Dieser betrieb außerdem mit der Autoteile Rohlof KG eine Autowerkstatt sowie einen Versandhandel.
Bei der Tatwaffe handelt es sich um eine HK P8 aus dem Bestand der Bundeswehr. Neuhauser und Flierl nehmen den mutmaßlichen Täter, der dem jungen Omar Sharif ähnlich sieht und aus dem Büro des Opfers kam, fest. Er bestreitet, Rohlof getötet zu haben. Während des Verhörs bekommt er Flierl kurzzeitig in seine Gewalt und flieht. Von Barbara Henkel erfährt Neuhauser, dass Benno Ärger mit seinem Vater hatte und von ihm geschlagen wurde, weil er nicht wollte, dass er zu Rohlof ins Training geht. In der folgenden Nacht verließ Benno sein Elternhaus, der Vater wird dennoch nicht befragt.
Weil er sich Hoffnungen macht, nach der Beförderung des aktuellen Polizeipräsidenten, der auch Flierls Onkel ist, zum Ministerialdirektor dessen Nachfolger zu werden, lädt Zangel Flierl zum Essen ein. Auf dem Weg dorthin findet sie im Hof des Tatortes den Wagen des Omar-Sharif-Doppelgängers samt Schlüssel. Doch dieser stößt sie in den Kofferraum und flieht mit ihr. Unterwegs beteuert er weiter seine Unschuld und will diese selbst beweisen. Flierl zweifelt zunächst daran. Erst nachdem er sich ihr gegenüber verantwortlich verhält sowie verfolgt und in einem Parkhaus angeschossen wird, wird sie nachdenklich. Inzwischen taucht Benno wieder bei seiner Mutter auf, allerdings hatte er sich bei einem bewaffneten Überfall mit einer HK P8 auf einen Kiosk erwischen lassen. Die Pistole hatte er bei seinem Trainer Rohlof gekauft. Vom früheren Major Dobisch erfährt Schaller, dass aus der Münchner Ernst-von-Bergmann-Kaserne 100 Pistolen und 175 Gewehre sowie Munition gestohlen wurden. Dobisch gibt ihm den Tipp, dass Josef Egri bei Waffengeschäften immer mit von der Partie sei. Ebenfalls an dem Fall bzw. dem Entführer interessiert ist Dr. Robert Müller-Stoll von der Bundespolizeiinspektion Kriminalitätsbekämpfung, der dafür sorgt, dass Zangel dem Ermittlertrio den Fall entzieht.
Flierl nutzt die Nähe ihres Entführers, dessen Streifschusswunde sie in seinem Badezimmer näht und der sich später als Nick vorstellt, um Informationen zu sammeln. So findet sie beispielsweise in seiner Brieftasche einen Fischereierlaubnisschein vom Walchensee. Aufgrund seiner Tätowierungen ist sie der Meinung, dass er bei der Fremdenlegion war. Er erzählt ihr, dass er danach Geld gebraucht und Rohlof ihm geholfen habe. Rohlof hatte ihm kleinere Einbruch-Jobs verschafft. Später sollte er sich am Waffenraub in der Ernst-von-Bergmann-Kaserne beteiligen. Nick wollte allerdings keine Soldaten bestehlen und hatte die Polizei informiert, die ihm Zeugenschutz zusagte. Der Waffenraub wurde wie geplant durchgeführt, die Waffen wurden in Pakete verpackt und über die Autoteile Rohlof KG versendet. Die Abnehmer dafür fand Rohlof im Darknet. Nick lässt Flierl laufen, nachdem sie ihm versichert, ihm zu glauben und am nächsten Tag wiederzukommen.
Flierl vermutet, dass es sich bei dem Schützen aus dem Parkhaus um den Mörder von Rohlof handelt, der mit Nick einen Informanten beseitigen wollte. Schaller nimmt an, dass Nick Müller-Stoll über die Abnehmer der Waffen informierte, und konfrontiert Müller-Stoll mit seinen Vermutungen. Danach nehmen die Ermittler dessen Verfolgung auf. Sie treffen ihn bei Egri an, den Müller-Stoll als Drahtzieher des Waffenraubes festnehmen lässt. Neuhauser dagegen möchte Egri wegen Mordes an Rohlof festnehmen. Laut Nick soll Müller-Stoll mit Egri zusammengearbeitet haben, außerdem gibt es Aufnahmen, auf denen Egri auf Nick schießt. Laut Müller-Stoll war sein Informant allerdings Rohlof, und Nick dessen Mörder. Nick hatte Flierl Rohlofs Geschichte erzählt.
Nick ist mittlerweile untergetaucht, und statt Flierls Onkel wird Müller-Stoll zum Ministerialdirektor im Justizministerium ernannt. Zangel erklärt den Fall für abgeschlossen, die Akte soll ins Archiv. Schaller beantwortet dies mit „damit ihr nachts ruhig schlafen könnt“. Flierl erinnert sich an den Fischereierlaubnisschein vom Walchensee in Nicks Brieftasche. Am See spürt das Ermittlertrio Nick schließlich auf.

## Produktion
Die Dreharbeiten fanden gemeinsam mit dem 15. Teil Schwarze Rosen vom 11. Oktober bis zum 9. Dezember 2021 in Bayern statt. Produziert wurde der Film von der TV60Filmproduktion (Produzent Sven Burgemeister) im Auftrag des ZDF.
Das Drehbuch schrieb Thomas Oliver Walendy, die Kamera führte Michael Wiesweg und die Montage verantwortete Manuel Reidinger. Das Kostümbild gestaltete Theresia Wogh, das Szenenbild Irene Edenhofer-Welzl und Katja Rotrekl, den Ton Rainer Plabst und das Maskenbild Martine Flener und Cornelia Ritz.

## Rezeption

### Kritiken
Rainer Tittelbach vergab auf tittelbach.tv 4,5 von 6 Sternen, der Plot komme schneller als üblich zur Sache. Auch ist eine so langandauernde Bedrohung einer der drei Hauptfiguren in dieser Reihe bisher noch nicht dagewesen. Allerdings fehle diesmal der Bezug zu München, dafür punkte der Film mehr als zuletzt mit amüsanten Schmankerln am Rande.

### Einschaltquoten
Bei der Erstausstrahlung von München Mord: Damit ihr nachts ruhig schlafen könnt am 18. Februar 2023 verfolgten in Deutschland insgesamt 6,37 Millionen Zuschauer die Filmhandlung, was einem Marktanteil von 23,5 Prozent für das Zweite Deutschen Fernsehen entsprach. In der als Hauptzielgruppe für Fernsehwerbung deklarierten Altersgruppe von 14–49 Jahren erreichte Damit ihr nachts ruhig schlafen könnt  einen Marktanteil von 8,0 Prozent.